# The Pit and the Pendulum
The Pit and the Pendulum er en amerikansk stumfilm fra 1913 af Alice Guy-Blaché.

## Medvirkende
- Darwin Karr som Alonzo.
- Fraunie Fraunholz som Pedro.
- Blanche Cornwall.
- Joseph Levering.